# Федун, Леонид Арнольдович
Леони́д Арно́льдович Феду́н (род. 5 апреля 1956, Киев) — российский предприниматель, миллиардер.
Основной акционер ПАО «Лукойл», бывший вице-президент компании. С 2004 года и до августа 2022 года владел 32,7 % акций и являлся президентом футбольного клуба «Спартак» (Москва), а также был председателем совета директоров.
Бизнес-партнёр Вагита Алекперова. Имеет гражданство Кипра.

## Образование
В 1972 году окончил Школу № 1 в Байконуре.
В 1977 году окончил военно-политический факультет Ростовского высшего военного командного училища им. М. И. Неделина.
В 1984 году окончил адъюнктуру Военной академии им. Ф. Э. Дзержинского, где остался преподавать. В 1984 году защитил кандидатскую диссертацию на соискание учёной степени кандидата философских наук: «Общественное мнение воинов как фактор укрепления морального духа армии общенародного государства» (проверка диссертации на плагиат автоматическими средствами невозможна по причине ранней её защиты и отсутствия в архивах оцифрованных возможных первоисточников). С 1984 по 1992 год читал в этой Академии социологию. Дослужился до звания полковника.
В 1993 году окончил Высшую школу приватизации и предпринимательства. С 1995 года является членом Российской академии естественных наук.

## Деятельность

### Карьера в ПАО «Лукойл»
Леонид Федун познакомился с будущим Президентом «Лукойла» Вагитом Алекперовым в 1987 году, когда читал лекции нефтяникам в Когалыме. С 1991 года участвовал в создании концерна «Лукойл». 13 марта 1994 года ему было предложено занять должность вице-президента ПАО «Лукойл». В новом качестве он сосредоточился на направлении стратегического развития компании. Федун возглавлял Главное управление стратегического развития и инвестиционного анализа «Лукойла», а также являлся членом Совета директоров компании. 27 июня 2022 года покинул пост вице-президента «Лукойла», который Федун занимал более 25 лет, в связи с достижением пенсионного возраста и семейными обстоятельствами. При этом, бизнесмен остался акционером компании.

### Владелец ФК «Спартак»
В 2004 году Федун приобрёл контрольный пакет акций российского футбольного клуба «Спартак». По данным СМИ, он приобрёл клуб за сумму от $ 50 млн до $ 70 млн.
С момента прихода Федуна в клуб, тот по одному разу стал чемпионом России, обладателем Кубка России и Суперкубка России, шесть раз завоёвывал серебряные и один раз бронзовые медали чемпионата России по футболу, четырежды пробивался в групповой раунд Лиги чемпионов.
В январе 2019 года появилась информация о том, что Вагит Алекперов является фактическим владельцем футбольного клуба «Спартак» (Москва) его доля в акциях клуба равна 36,7 %, в то время как «официальный» владелец «Спартака» Леонид Федун имеет только 32,7 % акций, также 30,5 % акций находятся в обращении неизвестного гражданина России.
22 августа 2022 года «Лукойл» объявил о приобретении 100 % акций «Спартака» и заявил о сложении Федуном полномочий президента, члена и председателя совета директоров клуба.

#### Достижения «Спартака» (2004—2022)
- Чемпион России: 2016/17
- Серебряный призёр чемпионата России (6): 2005, 2006, 2007, 2009, 2011/12, 2020/21
- Бронзовый призёр чемпионата России: 2017/18
- Обладатель Кубка России: 2021/22
- Финалист Кубка России: 2005/06
- Обладатель Суперкубка России: 2017
- 1/4 финала Лиги Европы: 2010/11

## Общественная и публичная деятельность
Докладчик и участник панельных дискуссий на отраслевых форумах (Национальный нефтегазовый форум, Международный инвестиционный Форум в г. Сочи и др.).

## Благотворительность
В 2016 году подарил Российской государственной библиотеке несколько ценных книг и автографов.
В 2019 году создал детский благотворительный фонд «Спартак», который поддерживает детей с ДЦП. В том же году выделил 3,3 миллиона рублей в призовой фонд в конкурсе эскизов панно храма святого равноапостольного великого князя Владимира в Тушине.
В 2020 году пожертвовал 10 миллионов рублей на борьбу с коронавирусом.

## Награды
Леонид Федун неоднократно отмечен государственными и корпоративными наградами и благодарностями, в том числе:
Государственные награды:
- Медали Министерства обороны СССР и РФ
- Почётная грамота Министерства энергетики РФ (2000)
- Орден Почёта (2006)
- Орден «За заслуги перед Отечеством» IV степени (2012)
- Благодарность Президента Российской Федерации (2017) — за заслуги в развитии культуры, большой вклад в подготовку и проведение важных творческих и гуманитарных мероприятий[21]
- Орден «За заслуги перед Отечеством» III степени (2020)[22]

## Семья
Отец — Арнольд Антонович Федун (1928—2021), народный врач СССР, бывший главный хирург РВСН, полковник медицинской службы. Младший брат Андрей Федун (род. 1962), член совета директоров и генеральный директор ООО "Стадион «Спартак», бывший военный врач, полковник медицинской службы.
Федун дважды был женат. От первого брака с Мариной Федун двое детей — дочь Екатерина и сын Антон. Вторая жена — модель Зарема Салихова. Во втором браке с Заремой Салиховой четверо детей: трое сыновей — Лео, Лукас, Лавр и дочь Адриана.

## Состояние
Обладая личным состоянием 6,3 млрд долларов, в 2017 году Леонид Федун занял 22-е место в списке 200 богатейших бизнесменов России по версии журнала «Forbes». В то же время сам Леонид Федун высказывался о рейтинге журнала «Forbes» критически. После того, как в 2004 году предприниматель впервые попал в этот список, в беседе с корреспондентом «Ведомостей» он подчеркнул, что далеко не все акции, которыми он номинально распоряжается, на самом деле являются его собственностью, и что зачастую они принадлежат другим людям. В 2018 году попал в кремлёвский доклад США.
В российском рейтинге богатейших бизнесменов России, опубликованном в апреле 2021 года журналом Forbes, Федун занял 16-е место с состоянием 11,1 млрд долларов. За прошедший год его состояние выросло на 4,8 млрд долларов.
Предыдущие оценки состояния журналом Forbes:
| Показатель         | 2004 | 2005 | 2006 | 2007 | 2008 | 2009 | 2010 | 2011 | 2012 | 2013 | 2014 | 2015 | 2016 | 2017 | 2018 | 2019 | 2020 | 2021 | 2022 | 2023 | 2024 |
| Состояние (млрд $) | 1,3  | 2,0  | 5,2  | 5,3  | 7,0  | 4,3  | 5,5  | 7,1  | 6,5  | 7,1  | 6,5  | 5,3  | 3,9  | 6,3  | 6,9  | 8,7  | 6,3  | 11,1 | 5,0  | 8,0  | 10,5 |
| Место (в мире)     | 437  | 321  | 168  | 152  | 149  | 122  | 136  | 133  | 146  | 162  | 208  | 283  | 392  | 226  | 237  | 167  | 241  | 197  | 552  | 261  | 210  |
| Место (в России)   | 20   | 22   | 18   | 21   | 21   | 8    | 20   | 23   | 20   | 21   | 21   | 19   | 22   | 22   | 17   | 15   | 20   | 16   | 23   | 19   | 14   |